# خوان أنتونيو مارين
خوان أنتونيو مارين (Juan Antonio Marín)، لاعب كرة مضرب محترف من كوستاريكا. من مواليد مدينة سان خوسيه في كوستاريكا (2 مارس 1975). أفضل ترتيب له كان الـ 55 على مستوى العالم وكان ذلك في 11 أكتوبر 1999. حقق بطولة واحدة سنة 1999 في بستاد، السويد.

## روابط خارجية
- خوان أنتونيو مارين على موقع رابطة محترفي التنس (الإنجليزية)
- خوان أنتونيو مارين على موقع الاتحاد الدولي لكرة المضرب (الإنجليزية)
- خوان أنتونيو مارين على موقع كأس ديفيز (الإنجليزية)
- خوان أنتونيو مارين على موقع خلاصة التنس.كوم (الإنجليزية)
- خوان أنتونيو مارين على موقع أوليمبيديا (الإنجليزية)